# Luciano Vecchi
Luciano Vecchi (Roma, 19 agosto 1961) è un politico italiano, esponente del Partito Comunista Italiano, del Partito Democratico della Sinistra, dei Democratici di Sinistra e del Partito Democratico, e già parlamentare europeo.

## Biografia
È stato eletto deputato europeo alle elezioni del 1989 con il PCI e poi riconfermato nel 1994, nel PDS. È stato vicepresidente della Delegazione alla Commissione parlamentare mista CEE-Turchia e dell'Assemblea paritetica della convenzione fra gli Stati dell'Africa, dei Caraibi e del Pacifico e la Comunità economica europea (ACP-CEE); membro della Commissione per lo sviluppo e la cooperazione, della Commissione per il regolamento, la verifica dei poteri e le immunità.
Responsabile Esteri dei Democratici di Sinistra nel 2005, membro della Segreteria nazionale del partito nel 2006, dall'inizio di ottobre 2008 è coordinatore vicario del Dipartimento per le relazioni internazionali del PD e coordinatore del "Ministero degli Affari Esteri", diretto da Piero Fassino, nel Governo ombra del Partito Democratico del 2008-2009.
Alle Elezioni Regionali del 2010 entra in consiglio Regionale dell'Emilia-Romagna con 4797 preferenze in tutta la Provincia di Modena, classificandosi terzo dietro nel PD a Matteo Richetti e Palma Costi. Termina il mandato nel 2015.